# هكتور سانتياغو
هكتور سانتياغو (بالإنجليزية: Hector Santiago)‏ هو لاعب كرة قاعدة أمريكي، ولد في 16 ديسمبر 1987 في نيوآرك في الولايات المتحدة.

## وصلات خارجية
- هكتور سانتياغو على موقع دوري كرة القاعدة الرئيسي (الإنجليزية)
- هكتور سانتياغو على موقعبيزبول رفرنس.كوم (الدوري الرئيسي) (الإنجليزية)
- هكتور سانتياغو على موقعبيزبول رفرنس.كوم (الدوري الثانوي) (الإنجليزية)
- هكتور سانتياغو على موقع إي إس بي إن.كوم (أم.أل.بي) (الإنجليزية)
- هكتور سانتياغو على موقع مشجعي الرسوم البيانية (الإنجليزية)